# カントリー・ガールズ
カントリー・ガールズ（Country Girls）は、ハロー!プロジェクトに所属していた日本の女性アイドルグループ。活動時の所属事務所はアップフロントプロモーション。
2014年11月5日、カントリー娘。が「世界に通用するグループに成長するように」という意味を込め、ユニット名をカントリー・ガールズに改称して再始動した。2019年12月26日をもって活動休止した。

## 略歴
2014年
- 11月5日、ユニット名称がカントリー娘。から『カントリー・ガールズ』と改められ、2015年3月で活動停止を発表したBerryz工房から嗣永桃子、ハロプロ研修生から選出された稲場愛香と山木梨沙、「モーニング娘。'14 ＜黄金(ゴールデン)＞オーディション」参加者から選出された森戸知沙希と島村嬉唄と小関舞が加入[1][3]。カントリー娘。の唯一のメンバーであった里田まいはカントリー・ガールズのスーパーバイザーに就任した[1][3]。
- 12月31日、「Hello! Project COUNTDOWN PARTY 2014 〜 GOOD BYE & HELLO! 〜」にて嗣永を除く5人（嗣永はBerryz工房で活動中のため）で新曲「愛おしくってごめんね」と「恋泥棒」を初披露し、カントリー・ガールズとしてのお披露目を行った。

2015年
- 1月24日、3月25日にメジャーデビューすることが札幌で行われたハロー!プロジェクトのコンサート中に発表された[5]。当初、1月末にシングル「愛おしくってごめんね/恋泥棒」を嗣永以外のメンバー5名体制でリリースし、インディーズデビューする予定と発表されていた[5]。しかし、小関が東京公演を欠場した際に代理として嗣永が出演、その後の同名古屋公演も6名体制でのパフォーマンスとなったことを受け、前身であるカントリー娘。の誕生の地である北海道でのメジャーデビュー発表に至った[5]。
- 1月31日、Amebaにて公式ブログを開設[6]。
- 6月、島村が事務所との契約を途中解約となり、グループから脱退[7][8]。以降は新メンバー加入まで5名体制で活動する[7]。
- 7月、初の単独ライブツアー「カントリー・ガールズ ライブツアー2015」が開催され、全国6都市6公演を回った。また、このツアーにはつばきファクトリーがフレッシュアクトとして帯同した。
- 11月5日、新宿ReNYにて開催された「カントリー・ガールズ1周年記念イベント&嗣永桃子復活祭!」にて、ハロプロ研修生の船木結と梁川奈々美の加入が発表された[9]。

2016年
- 4月28日、稲場が喘息による療養のため活動を休止[10]。
- 8月4日、活動を休止していた稲場がグループを卒業した[11]。
- 11月5日、プレイング・マネージャーの嗣永が2017年6月30日をもってグループ、並びにハロー!プロジェクトを卒業、芸能界を引退する予定であることが発表された[12][13]。

2017年
- 1月、メンバーにとって約２年ぶり、梁川＆船木は加入後初めて、里田まいとの対談を行う[14]。
- 6月9日、夏より新たな体制に移行し、森戸・梁川・船木は、ハロー!プロジェクトの他のグループに移籍し、そちらをメインの活動としてカントリー・ガールズの活動と兼任、山木と小関は学業との両立を鑑み、在学期間中は他のグループへは移籍せず、学校の休日や長期休暇中での稼働をメインに活動させると発表された[15]。また、それ以後後述の活動休止までにリリースされた音楽作品は、（アルバムを除き）配信限定のみのリリースとなる。
- 6月26日、森戸がモーニング娘。'17に、梁川がJuice=Juiceに、船木がアンジュルムに移籍して、カントリー・ガールズと兼任することが発表された[16]。
- 6月30日、青海野外特設会場にて開催された「嗣永桃子ラストライブ ♡ありがとう　おとももち♡」をもって嗣永がグループを卒業、芸能界を引退[17]。

2018年
- 10月3日、山木梨沙がカレッジ・コスモスに加入し、カントリー・ガールズと兼任することが発表された[18][19]。
- 11月2日、梁川奈々美が2019年3月を以ってカントリー・ガールズ、Juice=Juice及びハロー!プロジェクトを卒業することが発表された[20]。

2019年
- 3月11日、梁川奈々美がZepp Tokyoでの公演を以ってカントリー・ガールズ、Juice=Juice及びハロー!プロジェクトを卒業、ならびに芸能界を引退した[21]。
- 10月18日、同年12月26日に行われるLINE CUBE SHIBUYAでのコンサートをもって活動を休止し、メンバー全員が卒業となることを発表[4]。山木はハロー!プロジェクト、カレッジ・コスモスも卒業し芸能活動は引退、小関はハロー!プロジェクトも卒業し芸能活動は継続、船木は2020年3月をもってハロー!プロジェクト及びアンジュルムを卒業し芸能活動を休止[注釈 1]、森戸は引き続きモーニング娘。のメンバーとして活動を続けることも併せて発表された[4]。
- 10月31日、山木梨沙が兼任先であったカレッジ・コスモスを卒業した[22]。
- 12月26日、LINE CUBE SHIBUYAにて開催されたライブ『カントリー・ガールズ ライブ2019 〜愛おしくってごめんね〜』をもって活動休止および全員がグループを卒業した[23]。

2025年
- 3月28日、過去にリリースした全楽曲を翌29日より各サブスクリプション型（定額制）音楽ストリーミングサービスで配信開始することを発表[24]。

## 特徴
カントリー・ガールズは結成時から「お菓子禁止令」なる独自ルールが設けられていた。内容は「4」の付く日以外はお菓子を食べることの禁止であり、他に炭酸飲料や21時以降のアイスクリームも禁止されていた。これらを3回以上破った場合、連帯責任でメンバー全員が嫌いなセロリを食べるという罰則がある。なお、この内容は「Seasons」の第1曲目「弱気女子退部届」の歌詞に一部採用されている。しかし、2019年3月10日放送の「カントリー・ガールズの只今ラジオ放送中!!」（ラジオ日本）でメンバーの口から順守していないことが判明し、廃止することになった。

## メンバー

### 活動休止時のメンバー
| 名前                       | 生年月日               | 出身地 | 加入日        | ニックネーム （）内は非公式      | メンバーカラー   | 兼任グループ       | 備考 |
| -------------------------- | ---------------------- | ------ | ------------- | -------------------------------- | ---------------- | ------------------ | --- |
| 山木梨沙 (やまき りさ)     | 1997年10月14日（27歳） | 東京都 | 2014年11月5日 | やまっき りさちゃん              | ライム           | カレッジ・コスモス | 元ハロプロ研修生 卒業と同時に芸能界を引退                                                                   |
| 森戸知沙希 (もりと ちさき) | 2000年2月19日（25歳）  | 栃木県 | 2014年11月5日 | ちぃちゃん （ちぃたん）          | オレンジ         | モーニング娘。     | 元・CoCoRo学園 2022年6月20日、移籍先のモーニング娘。'22およびハロー!プロジェクトを卒業                      |
| 小関舞 (おぜき まい)       | 2002年2月10日（23歳）  | 東京都 | 2014年11月5日 | おぜきちゃん （おぜこ）          | ミディアムブルー |                    | 元・ジュニアモデル ハロー!プロジェクトも卒業                                                                |
| 船木結 (ふなき むすぶ)     | 2002年5月10日（23歳）  | 大阪府 | 2015年11月5日 | ふなっき ふなきち （ふなちゃん） | イエロー         | アンジュルム       | 元ハロプロ研修生 2020年12月9日、移籍先のアンジュルムおよびハロー!プロジェクトを卒業（同時に芸能活動を休止） |

山木・森戸・小関の在籍日数は1877日（5年1か月と21日）、船木の在籍日数は1512日（4年1か月と21日）

参考資料：ハロー!プロジェクトオフィシャルサイトカントリー・ガールズ - プロフィール

### 過去に在籍していたメンバー
| 名前                         | 生年月日               | 出身地   | 加入日        | ニックネーム （ ）内は非公式 | メンバーカラー   | 兼任 グループ | 在籍日数                 | 備考                                                                                |
| ---------------------------- | ---------------------- | -------- | ------------- | ---------------------------- | ---------------- | ------------- | ------------------------ | ----------------------------------------------------------------------------------- |
| 島村嬉唄 (しまむら うた)     | 2000年6月24日（25歳）  | 神奈川県 | 2014年11月5日 | うたちゃん （うーちゃん）    | デイジーイエロー |               | 219日 （7か月と7日）     | 2015年6月12日契約解除 （同時に芸能界も一時引退） 現・きゅるりんってしてみて         |
| 稲場愛香 (いなば まなか)     | 1997年12月27日（27歳） | 北海道   | 2014年11月5日 | まなかん いなばっちょ        | イタリアンレッド |               | 638日 （1年7か月と30日） | 元ハロプロ研修生 2016年8月4日卒業 ソロを経てJuice=Juiceに移籍 （2022年5月30日卒業） |
| 嗣永桃子 (つぐなが ももこ)   | 1992年3月6日（33歳）   | 千葉県   | 2014年11月5日 | ももち （ももち先輩） （PM） | ピンク           | Berryz工房    | 968日 （2年7か月と26日） | プレイングマネージャー 2017年6月30日卒業 （同時に芸能界も引退）                     |
| 梁川奈々美 (やながわ ななみ) | 2002年1月6日（23歳）   | 神奈川県 | 2015年11月5日 | やなみん なーちゃん          | パープル         | Juice=Juice   | 1222日 （3年4か月と6日） | 元ハロプロ研修生 2019年3月11日卒業 （同時に芸能界も引退）                           |

## グループ編成
| 日時           | メンバー                                                   | 増減 | 人数 | 発売シングル |
| -------------- | ---------------------------------------------------------- | ---- | ---- | ------------ |
| 2014年11月5日  | 嗣永桃子、稲場愛香、山木梨沙、森戸知沙希、島村嬉唄、小関舞 |      | 6人  | 1            |
| 2015年6月12日  | 島村嬉唄 契約解除                                          | －1  | 5人  | 2            |
| 2015年11月5日  | 梁川奈々美、船木結 加入                                    | ＋2  | 7人  | 3            |
| 2016年8月4日   | 稲場愛香 卒業                                              | －1  | 6人  | 4・5         |
| 2017年6月30日  | 嗣永桃子 卒業                                              | －1  | 5人  | D1・D2・D3   |
| 2019年3月11日  | 梁川奈々美 卒業                                            | －1  | 4人  | D4           |
| 2019年12月26日 | 山木梨沙、森戸知沙希、小関舞、船木結 卒業                  | －4  | 0人  |              |

## 作品
※「最高位」は「オリコン週間ランキング」に準拠

### シングル
|    | 発売日         | タイトル                                                 | 規格品番        | 規格品番  | 最高位 |
| -- | -------------- | -------------------------------------------------------- | --------------- | --------- | ------ |
| 01 | 2015年03月25日 | 愛おしくってごめんね/ 恋泥棒                             | 初回生産限定盤A | EPCE-7109 | 3位    |
| 01 | 2015年03月25日 | 愛おしくってごめんね/ 恋泥棒                             | 初回生産限定盤B | EPCE-7111 | 3位    |
| 01 | 2015年03月25日 | 愛おしくってごめんね/ 恋泥棒                             | 通常盤A         | EPCE-7113 | 3位    |
| 01 | 2015年03月25日 | 愛おしくってごめんね/ 恋泥棒                             | 通常盤B         | EPCE-7114 | 3位    |
| 02 | 2015年08月05日 | わかっているのにごめんね/ ためらいサマータイム           | 初回生産限定盤A | EPCE-7119 | 5位    |
| 02 | 2015年08月05日 | わかっているのにごめんね/ ためらいサマータイム           | 初回生産限定盤B | EPCE-7121 | 5位    |
| 02 | 2015年08月05日 | わかっているのにごめんね/ ためらいサマータイム           | 初回生産限定盤C | EPCE-7123 | 5位    |
| 02 | 2015年08月05日 | わかっているのにごめんね/ ためらいサマータイム           | 初回生産限定盤D | EPCE-7125 | 5位    |
| 02 | 2015年08月05日 | わかっているのにごめんね/ ためらいサマータイム           | 通常盤A         | EPCE-7127 | 5位    |
| 02 | 2015年08月05日 | わかっているのにごめんね/ ためらいサマータイム           | 通常盤B         | EPCE-7128 | 5位    |
| 03 | 2016年03月09日 | ブギウギLOVE/ 恋はマグネット/ ランラルン〜あなたに夢中〜 | 初回生産限定盤A | EPCE-7173 | 2位    |
| 03 | 2016年03月09日 | ブギウギLOVE/ 恋はマグネット/ ランラルン〜あなたに夢中〜 | 初回生産限定盤B | EPCE-7175 | 2位    |
| 03 | 2016年03月09日 | ブギウギLOVE/ 恋はマグネット/ ランラルン〜あなたに夢中〜 | 初回生産限定盤C | EPCE-7177 | 2位    |
| 03 | 2016年03月09日 | ブギウギLOVE/ 恋はマグネット/ ランラルン〜あなたに夢中〜 | 通常盤A         | EPCE-7179 | 2位    |
| 03 | 2016年03月09日 | ブギウギLOVE/ 恋はマグネット/ ランラルン〜あなたに夢中〜 | 通常盤B         | EPCE-7181 | 2位    |
| 03 | 2016年03月09日 | ブギウギLOVE/ 恋はマグネット/ ランラルン〜あなたに夢中〜 | 通常盤C         | EPCE-7182 | 2位    |
| 04 | 2016年09月28日 | どーだっていいの/ 涙のリクエスト                         | 初回生産限定盤A | EPCE-7239 | 4位    |
| 04 | 2016年09月28日 | どーだっていいの/ 涙のリクエスト                         | 初回生産限定盤B | EPCE-7241 | 4位    |
| 04 | 2016年09月28日 | どーだっていいの/ 涙のリクエスト                         | 初回生産限定盤C | EPCE-7243 | 4位    |
| 04 | 2016年09月28日 | どーだっていいの/ 涙のリクエスト                         | 通常盤A         | EPCE-7245 | 4位    |
| 04 | 2016年09月28日 | どーだっていいの/ 涙のリクエスト                         | 通常盤B         | EPCE-7247 | 4位    |
| 04 | 2016年09月28日 | どーだっていいの/ 涙のリクエスト                         | 通常盤C         | EPCE-7248 | 4位    |
| 05 | 2017年02月08日 | Good Boy Bad Girl/ ピーナッツバタージェリーラブ          | 初回生産限定盤A | EPCE-7292 | 5位    |
| 05 | 2017年02月08日 | Good Boy Bad Girl/ ピーナッツバタージェリーラブ          | 初回生産限定盤B | EPCE-7294 | 5位    |
| 05 | 2017年02月08日 | Good Boy Bad Girl/ ピーナッツバタージェリーラブ          | 初回生産限定盤C | EPCE-7296 | 5位    |
| 05 | 2017年02月08日 | Good Boy Bad Girl/ ピーナッツバタージェリーラブ          | 初回生産限定盤D | EPCE-7298 | 5位    |
| 05 | 2017年02月08日 | Good Boy Bad Girl/ ピーナッツバタージェリーラブ          | 通常盤A         | EPCE-7300 | 5位    |
| 05 | 2017年02月08日 | Good Boy Bad Girl/ ピーナッツバタージェリーラブ          | 通常盤B         | EPCE-7301 | 5位    |

#### 配信限定シングル
|   | 開始日         | タイトル                                       | 規格品番          | 備考 |
| - | -------------- | ---------------------------------------------- | ----------------- | ---- |
| 1 | 2017年08月11日 | 小生意気ガール                                 | UFDL-1355         |      |
| 2 | 2017年12月24日 | 書いては消しての “I Love You”                  | UFDL-1386         |      |
| 3 | 2018年08月24日 | 待てないアフターファイブ/ 傘をさす先輩         | UFDL-1404/1404-HR |      |
| 4 | 2019年08月24日 | One Summer Night〜真夏の決心〜/ 夏色のパレット | UFDL-1439/1439-HR |      |

#### コラボレーション
- YEAH YEAH YEAH/憧れのStress-free/花、闌の時（2018年9月26日） - ハロプロ・オールスターズ名義

### アルバム
※「最高位」は「オリコン週間ランキング」に準拠
|                | 発売日         | タイトル                                                   | 規格品番                                  | 最高位   | 備考                                                                                              |          |
| アルバム       | アルバム       | アルバム                                                   | アルバム                                  | アルバム | アルバム                                                                                          | アルバム |
| -------------- | -------------- | ---------------------------------------------------------- | ----------------------------------------- | -------- | ------------------------------------------------------------------------------------------------- | -------- |
| -              | 2017年06月28日 | 嗣永桃子アイドル15周年記念アルバム ♡ありがとう おとももち♡ | PKCP-5312/3/4                             | 19位     | PICCOLO TOWNレーベル DISC2にカントリー・ガールズの楽曲を収録                                      |          |
| ミニアルバム   |                |                                                            |                                           |          |                                                                                                   |          |
| 1              | 2019年03月06日 | Seasons                                                    | UFCW-1138                                 | 63位     | UP-FRONT WORKSレーベル 同年1月より開催されたハロー!プロジェクトのコンサートツアーにて会場先行販売 |          |
| ベストアルバム |                |                                                            |                                           |          |                                                                                                   |          |
| 1              | 2019年12月04日 | カントリー・ガールズ大全集①                                | 初回生産限定盤 EPCE-7548 通常盤 EPCE-7551 | 22位     | zetimaレーベル                                                                                    |          |

### 映像作品

#### コンサート
- Hello! Project New Fes!2015（DVD：2015年9月26日、UP-FRONT WORKS）[31]
- カントリー・ガールズ ライブツアー2015秋冬（DVD：2016年5月11日、UP-FRONT WORKS）[32]
- カントリー・ガールズ ライブツアー2016春夏（DVD：2016年10月19日、UP-FRONT WORKS）[33]
- カントリー・ガールズ コンサートツアー2017春 ～ももちイズム～（DVD、BD：2017年8月16日、zetima）[34]
- Juice=Juice＆カントリー・ガールズ LIVE ～梁川奈々美 卒業スペシャル～（DVD、BD：2019年7月10日、hachama）[35]
- カントリー・ガールズ ライブ2019 ～愛おしくってごめんね～（DVD、BD：2020年4月8日、zetima）[36]

#### イベント
- BS-TBS 開局15周年特別企画 クールジャパン ～道～ 「ベストフィフティーン ～カントリー・ガールズ、 こぶしファクトリー、つばきファクトリー 編～」（DVD：2016年4月2日、UP-FRONT WORKS）[37]
- カントリー・ガールズ3周年記念イベント～みんな元気してた?～（DVD：2018年3月14日、UP-FRONT WORKS）[38]
- カントリー・ガールズ4周年記念イベント ～ forte ～（DVD：2019年3月6日、UP-FRONT WORKS）[39]
- カントリー・ガールズ結成5周年記念イベント ～Go for the future!!!!～（DVD：2020年3月11日、UP-FRONT WORKS）[40]

#### 舞台
- 演劇女子部「気絶するほど愛してる!」（DVD：2016年9月14日、UP-FRONT WORKS）[41]

#### PV集
- カントリー・ガールズ ミュージックビデオ・クリップス Vol.1（BD：2017年5月24日、zetima）[42]

## 出演

### テレビ

#### バラエティ
- The Girls Live（2015年3月5日 - 2019年3月25日、テレビ東京・BSテレ東他）[43]
- AI・DOLプロジェクト（2019年4月1日 - 12月24日、テレビ東京・BSテレ東他）

### ラジオ
- ラジオ日本サンデースペシャル カントリー・ガールズの只今ラジオ研修中!!（2015年3月15日 - 3月29日、アール・エフ・ラジオ日本）
- カントリー・ガールズの只今ラジオ放送中!!（2015年4月5日 - 2019年12月23日、アール・エフ・ラジオ日本）上記スペシャルがレギュラーに昇格
- HELLO! DRIVE! -ハロドラ-（2017年1月、Radio NEO）金曜日のマンスリーDJ[44]

## 公演

### コンサート

#### 単独ライブ・コンサート
- カントリー・ガールズ ライブツアー2015（2015年7月19日 - 8月28日、6都市6公演）[45]
- カントリー・ガールズ ライブツアー2015秋冬（2015年10月13日 - 12月9日、13都市19公演）[46]
- カントリー・ガールズ ライブツアー2016春夏（2016年5月14日 - 6月26日、12都市22公演）[47]
- カントリー・ガールズ ライブツアー2016春夏 FINAL!（2016年6月30日、Zepp Diver City）
- カントリー・ガールズ ライブツアー2016冬（2016年10月22日 - 12月11日、8都市17公演）[48]
- カントリー・ガールズ コンサートツアー2017春 〜ももちイズム〜（2017年4月9日 - 5月20日、3都市7公演）[49]
- カントリー・ガールズ ライブツアー2017春（2017年4月29日 - 5月14日、5都市10公演）[49]
- カントリー・ガールズ LIVE2018 ～皆好き(みなづき)！～（2018年6月12日、Zepp Tokyo）[50]
- カントリー・ガールズ ライブ2019 〜愛おしくってごめんね〜（2019年12月26日、LINE CUBE SHIBUYA）[51]

#### 合同ライブ・コンサート
- Juice=Juice＆カントリー・ガールズ LIVE （2019年2月14日、Zepp Namba）[52]
- Juice=Juice＆カントリー・ガールズ LIVE ～梁川奈々美 卒業スペシャル～（2019年3月11日、Zepp Tokyo）[53]

#### コンサート帯同
- Berryz工房 ラストコンサート2015 Berryz工房行くべぇ～！（2015年3月3日、日本武道館） - オープニングアクト[54]
- ℃-ute ラストコンサート in さいたまスーパーアリーナ 〜Thank you team℃-ute〜（2017年6月12日、さいたまスーパーアリーナ） - オープニングアクト[55]
- 嗣永桃子ラストライブ ♡ありがとう おとももち♡（2017年6月30日、青海野外特設会場）[56]

#### 音楽フェス等
- forTUNE fes vol.0（2015年4月2日、Zepp DiverCity）
- めざましテレビ Presents! T-SPOOKお台場ハロウィーン（2015年10月25日）
- DOUBLE COLOR session11（2016年2月18日、新宿BLAZE）
- @JAM×ナタリー EXPO 2016（2016年9月24、25日、幕張メッセ国際展示場9～11ホール）
- 日テレ HALLOWEEN LIVE 2016（2016年10月30日、代々木第一体育館）

#### ハロー!プロジェクト コンサート
- ハロー!プロジェクトの作品・出演一覧#メンバーの合同コンサート（特別公演）を参照。カントリー・ガールズはこのうち、合同コンサートは Hello! Project COUNTDOWN PARTY 2014 〜 GOOD BYE & HELLO! 〜 （2014年12月31日、オリックス劇場・神戸国際会館）から、Hello! Project 20th Anniversary!! Hello! Project ひなフェス 2019 （2019年3月30日・31日、幕張メッセ）までのコンサートに参加している。
- Hello! Project コンサートについては、ハロー!プロジェクトの作品・出演一覧#Hello! Project コンサートを参照。カントリー・ガールズはこのうち、Hello! Project 2015 WINTER 〜DANCE MODE!〜 & 〜HAPPY EMOTION!〜 （2015年1月2日 - 2月15日、7都市22公演）から、Hello! Project 2019 SUMMER「beautiful」 & 「harmony」 （2019年7月13日 - 9月1日、7都市20公演）までのコンサートに参加している。

### イベント

#### ライブイベント
- カントリー・ガールズ 1周年記念イベント&嗣永桃子復活祭!（2015年11月5日、新宿ReNY）[9]
- カントリー・ガールズ 3周年記念イベント～みんな元気してた?～（2017年11月6日、ディファ有明）[38]
- カントリー・ガールズ バレンタインイベント「CG VD ～S.C.N～（カントリー・ガールズ バレンタインデー ～スウィート チョコレート ナイト～）」（2018年2月14日、新宿ReNY）[57]
- カントリー・ガールズ4周年記念イベント「〜forte〜」（2018年11月5日、Zepp Tokyo）[58]
- カントリー・ガールズ結成5周年記念イベント 〜Go for the future!!!!〜（2019年11月5日、豊洲PIT）[59]

#### SATOYAMAイベント
- SATOYAMA movement - カントリー・ガールズは同イベントについては、遊ぶ。暮らす。育てる。SATOYAMA ＆ SATOUMIへ行こう 2015 with 勇気の翼 秋フェス（2015年11月21日 - 11月23日、モラージュ菖蒲）から、遊ぶ。暮らす。育てる。SATOYAMA＆SATOUMIへ行こう 2019（2019年3月30日 - 31日、幕張メッセ）まで毎回参加していた。

### 舞台
- 演劇女子部「気絶するほど愛してる!」（2016年3月25日 - 4月3日、池袋・シアターグリーン BIG TREE THEATER）

## 書籍
雑誌
- なかよし連載（2016年6月号 - 2018年8月号）
  - 『カントリー・ガールズ「ももち先生に教えてもらおカントリー・ガールズ生活向上委員会」』[60]、
  - 「カントリー・ガールズ♡これで人気ナンバーワン！かわいくなれる1テク講座」
- UTB+ 連載『カントリー・ガールズの えっ、本当に富士山に登るんですか?』（2015年Vol.28 - 2017年Vol.35）

写真集
- カントリー・ガールズ 1st OFFICIAL BOOK（2016年9月24日、ワニブックス） - ISBN 978-4-8470-4866-1[61]